# Lijst van voetbalinterlands Taiwan - Zuid-Vietnam
Deze lijst van voetbalinterlands is een overzicht van alle officiële voetbalwedstrijden tussen de nationale teams van Taiwan (Chinees Taipei) en Zuid-Vietnam. De landen hebben tien keer tegen elkaar gespeeld. De eerste ontmoeting, een wedstrijd tijdens de Aziatische Spelen 1954, werd gespeeld in Manilla (Filipijnen) op 1 mei 1954. Het laatste duel, een vriendschappelijke wedstrijd, vond plaats op 7 november 1974 in Saigon.

## Wedstrijden
| №  | Plaats       | Datum            | Competitie             | Wedstrijd             | Uitslag |
| -- | ------------ | ---------------- | ---------------------- | --------------------- | ------- |
| 1  | Manilla      | 1 mei 1954       | Aziatische Spelen 1954 | Taiwan − Zuid-Vietnam | 3 − 2   |
| 2  | Seoel        | 17 oktober 1960  | Azië Cup 1960          | Taiwan − Zuid-Vietnam | 3 − 1   |
| 3  | Kuala Lumpur | 9 augustus 1963  | Vriendschappelijk      | Zuid-Vietnam − Taiwan | 1 − 1   |
| 4  | Kuala Lumpur | 28 augustus 1964 | Vriendschappelijk      | Zuid-Vietnam − Taiwan | 0 − 0   |
| 5  | Kuala Lumpur | 15 augustus 1965 | Vriendschappelijk      | Zuid-Vietnam − Taiwan | 5 − 2   |
| 6  | Kuala Lumpur | 22 augustus 1966 | Vriendschappelijk      | Zuid-Vietnam − Taiwan | 3 − 0   |
| 7  | Bangkok      | 12 december 1966 | Aziatische Spelen 1966 | Zuid-Vietnam − Taiwan | 2 − 1   |
| 8  | Kuala Lumpur | 1 augustus 1970  | Vriendschappelijke     | Zuid-Vietnam − Taiwan | 1 − 2   |
| 9  | Kuala Lumpur | 11 augustus 1971 | Vriendschappelijk      | Zuid-Vietnam − Taiwan | 2 − 3   |
| 10 | Saigon       | 7 november 1974  | Vriendschappelijk      | Zuid-Vietnam − Taiwan | 1 − 1   |

## Samenvatting
| Competitie        | Totaal gespeeld | Winst Chinees Taipei | Gelijk | Winst Zuid-Vietnam | Doelsaldo Chinees Taipei – Zuid-Vietnam |
| ----------------- | --------------- | -------------------- | ------ | ------------------ | --------------------------------------- |
| Azië Cup          | 2               | 1                    | 0      | 1                  | 3 − 1                                   |
| Aziatische Spelen | 1               | 1                    | 0      | 0                  | 4 − 4                                   |
| Vriendschappelijk | 7               | 2                    | 3      | 2                  | 9 − 13                                  |
| Totaal            | 10              | 4                    | 3      | 3                  | 16 − 18                                 |

CTFA ·
Bondscoaches ·
vrouwenvoetbalelftal ·
Topscorers
Afghanistan ·
Australië ·
Bahrein ·
Bangladesh ·
Brunei ·
Cambodja ·
Fiji ·
Filipijnen ·
Grenada ·
Guam ·
Hongkong ·
India ·
Indonesië ·
Irak ·
Iran ·
Israël ·
Japan ·
Jordanië ·
Kenia ·
Kirgizië ·
Koeweit ·
Laos ·
Macau ·
Maleisië ·
Mongolië ·
Myanmar ·
Nepal ·
Nieuw-Zeeland ·
Noord-Korea ·
Oezbekistan ·
Oman ·
Oost-Timor ·
Pakistan ·
Palestina ·
Panama ·
Saint Kitts en Nevis ·
Salomonseilanden ·
Saoedi-Arabië ·
Singapore ·
Sri Lanka ·
Syrië ·
Thailand ·
Trinidad en Tobago ·
Turkmenistan ·
Vietnam ·
Zuid-Korea ·
Zuid-Vietnam
VFA
1949 – 1959 · 
1960 – 1969 · 
1970 – 1975
Azië Cup 1956 · 
Azië Cup 1960
Australië ·
Bangladesh ·
Cambodja ·
Filipijnen ·
Hongkong ·
India ·
Indonesië ·
Israël ·
Japan ·
Koeweit ·
Laos ·
Maleisië ·
Myanmar ·
Nieuw-Zeeland ·
Pakistan ·
Singapore ·
Taiwan ·
Thailand ·
Zuid-Korea